# Tadschikische Fußballnationalmannschaft
Die tadschikische Fußballnationalmannschaft (tadschikisch тими миллии Тоҷикистон, persisch تیم ملی تاجیکستان , timi millii Todschikiston) repräsentiert die Republik Tadschikistan im internationalen Fußball. Die Auswahl des zentralasiatischen Staates konnte sich bisher für keine Weltmeisterschaft qualifizieren. 2024 nahm sie allerdings erstmals an der Endrunde einer Asienmeisterschaft teil und erreichte dabei gleich das Viertelfinale.

## Geschichte
Der tadschikische Fußballverband wurde bereits 1936 gegründet, trat aber erst 1994 in die FIFA und den asiatischen Verband ein. Nach dem Zerfall der Sowjetunion fand das erste Länderspiel am 17. Juni 1992 gegen Usbekistan statt und endete mit einem 2:2 zwischen beiden Mannschaften, Muhsin Muhammadijew hatte beide Tore für Tadschikistan erzielt und war damit der erste Torschütze in der Geschichte seines Landes. Nach FIFA-Wertung wurde das erste offizielle Spiel allerdings am 11. April 1994 gegen Kasachstan ausgetragen und ging mit 0:1 verloren.
Nach dem Eintritt in den asiatischen Fußballverband wollte sich Tadschikistan für die Asienmeisterschaft 1996 qualifizieren. Gegner in der Qualifikation war die Mannschaft Usbekistans, die im Hinspiel in Duschanbe mit 4:0 besiegt wurde. Das Rückspiel in Usbekistan verlor die Mannschaft allerdings mit 0:5 nach Verlängerung und schied aus. Bei der Qualifikation zur WM 1998 schied Tadschikistan knapp hinter China aus. Auch die Qualifikation zur Asienmeisterschaft 2000 konnte nicht erreicht werden, da man in der Qualifikationsgruppe nur zweiter hinter dem Irak wurde.
Den bisher höchsten Sieg erreichte Tadschikistan im Rahmen der Qualifikation zur WM 2002, dort wurde Guam mit 16:0 bezwungen. Zum Weiterkommen reichte es nach der 0:2-Niederlage gegen den Iran. Bei der Qualifikation zur Asienmeisterschaft 2004 erreichte die Mannschaft in der Endabrechnung mit acht Punkten den dritten Platz hinter Thailand mit neun Punkten und konnte sich so nicht qualifizieren.
Im Jahr 2006 kam es dann zum ersten Gewinn einer Meisterschaft, im Finale des AFC Challenge Cups konnte Tadschikistan die Auswahl Sri Lankas mit 4:0 bezwingen und den Gewinn des Turniers feiern. Die Qualifikation zur WM 2010 endete wieder früh gegen  Singapur in der zweiten Runde. Erfolgreich dagegen läuft die Qualifikation zur WM 2014, sportlich schied die Mannschaft erneut in der zweiten Runde gegen Syrien aus, doch da Syrien in den Spielen einen nicht lizenzierten Spieler einsetzte, übernahm Tadschikistan dessen Platz und spielte nun erstmals in der Verbandsgeschichte in der 3. Hauptrunde in einer Gruppe mit Nordkorea, Japan und Usbekistan.
Die Mannschaft belegt in der offiziellen FIFA-Weltrangliste den 114. Rang (Stand: 31. März 2022).

## Teilnahme Tadschikistans an Fußballwettbewerben

### Weltmeisterschaften
- 1930 bis 1994 – nicht teilgenommen (Teil der Sowjetunion)
- 1998 bis 2026 –  nicht qualifiziert

### Asienmeisterschaften
- 1956 bis 1992: nicht teilgenommen
- 1996 bis 2004: nicht qualifiziert
- 2007: nicht teilgenommen
- 2011 bis 2019: nicht qualifiziert
- 2024: Viertelfinale

### AFC Challenge Cup
- 2006 – Sieger
- 2008 – Zweiter
- 2010 – Dritter
- 2012 – Vorrunde
- 2014 – nicht qualifiziert

## Trainer
- Scharif Nasarow (1992–1994)
- Wladimir Ghulomaidarow (1994)
- Abdullo Murodow (1996)
- Soir Bobojew (1997–1998)
- Scharif Nasarow (1999)
- Salohiddin Ghafurow (2000–2002)
- Scharif Nasarow (2003)
- Soir Bobojew (2004)
- Scharif Nasarow (2004–2006)
- Mahmaddschon Habibullojew (2007)
- Pulod Qodirow (2008–2011)
- Alimdschon Rafiqow (2011–2012)
- Kemal Alispahić (2012)
- Nikola Kavazović (2012–2013)
- Mubin Ergaschew (2013)
- Muhsin Muhammadijew (2013–2015)
- Mubin Ergaschew (2015–2016)
- Hakim Fusailow (2016–2018)
- Alischer Tuchtajew (2018)
- Usmon Toshev (2018–2021)
- Mubin Ergaschew (2021)
- Petar Šegrt (2022–2024)
- Gela Scheqiladse (seit 2024)